# 다양성, 형평성, 포용성
다양성, 형평성, 포용성(Diversity, equity, and inclusion, DEI)은 미국에서 모든 사람, 특히 역사적으로 정체성이나 장애를 이유로 소외되거나 차별받아 온 집단에 대한 공정한 대우와 완전한 참여를 증진하고자 하는 조직적 프레임워크이다. 이 세 가지 개념(다양성, 형평성, 포용성)은 조직들이 DEI 프레임워크를 통해 제도화하고자 하는 "세 가지 밀접하게 연관된 가치"를 나타낸다. 이러한 개념들은 이 용어보다 앞서 존재했으며, 소속감, 정의, 접근성과 같은 용어가 포함되는 경우도 있다. 따라서 포용성과 다양성(I&D), 다양성, 형평성, 포용성과 소속감(DEIB), 정의, 형평성, 다양성, 포용성(JEDI 또는 EDIJ), 또는 다양성, 형평성, 포용성과 접근성(IDEA, DEIA 또는 DEAI)과 같은 프레임워크가 존재한다. 영국에서는 평등, 다양성, 포용성(EDI)이라는 용어가 유사한 방식으로 사용된다.
다양성은 인종, 성별, 민족, 성적 지향, 장애, 연령, 문화, 계층, 참전 여부, 종교 등의 특성에서 조직 구성원의 다양성이 존재하는 것을 의미한다. 형평성은 공정한 보상 및 실질적 평등과 같은 공정성과 정의의 개념을 의미한다. 더 구체적으로, 형평성은 일반적으로 사회적 불평등에 초점을 맞추고, "역사적으로 불리했던 집단에 자원과 의사 결정권을 배분"하며, "개인의 고유한 상황을 고려하여 최종 결과가 평등하도록 처우를 조정"하는 것을 포함한다. 마지막으로, 포용성은 "모든 직원이 자신의 의견이 존중받는다고 느끼는" 경험과 소속감, 그리고 통합감을 조성하는 조직 문화를 조성하는 것을 의미한다.
DEI 정책은 관리자들이 직원의 행복, 생산성, 협력을 증진하고 긍정적인 소통을 강화하기 위해 자주 활용된다. DEI는 주로 선출되지 않은 정부나 기업 환경에서 사용되지만, 자선 단체, 학계, 학교, 병원 등 다양한 유형의 조직에서 일반적으로 시행된다. DEI 정책에는 종종 다양성 교육과 같은 특정 교육 활동이 포함된다.
DEI 활동과 정책은 비판과 논란을 불러일으켰는데, 그중 일부는 다양성 교육과 같은 DEI 도구의 구체적인 효과, 언론의 자유와 학문의 자유에 미치는 영향, 그리고 더 나아가 정치적 또는 철학적 근거에 대한 비판을 불러일으켰다. 또한, "DEI"라는 용어는 미국 내 소수 민족을 비하하는 인종적 비방으로 널리 쓰이고 있다.

## 같이 보기
- 기업의 사회적 책임
- 비판적 인종 이론
- 환경, 사회, 기업 지배구조
- 건강 형평성
- 인적자원
- 공정한 입학을 위한 학생들 대 하버드 대학교 사건
- 지속가능 개발 목표
- 워크 (낱말)